# 처짐각법

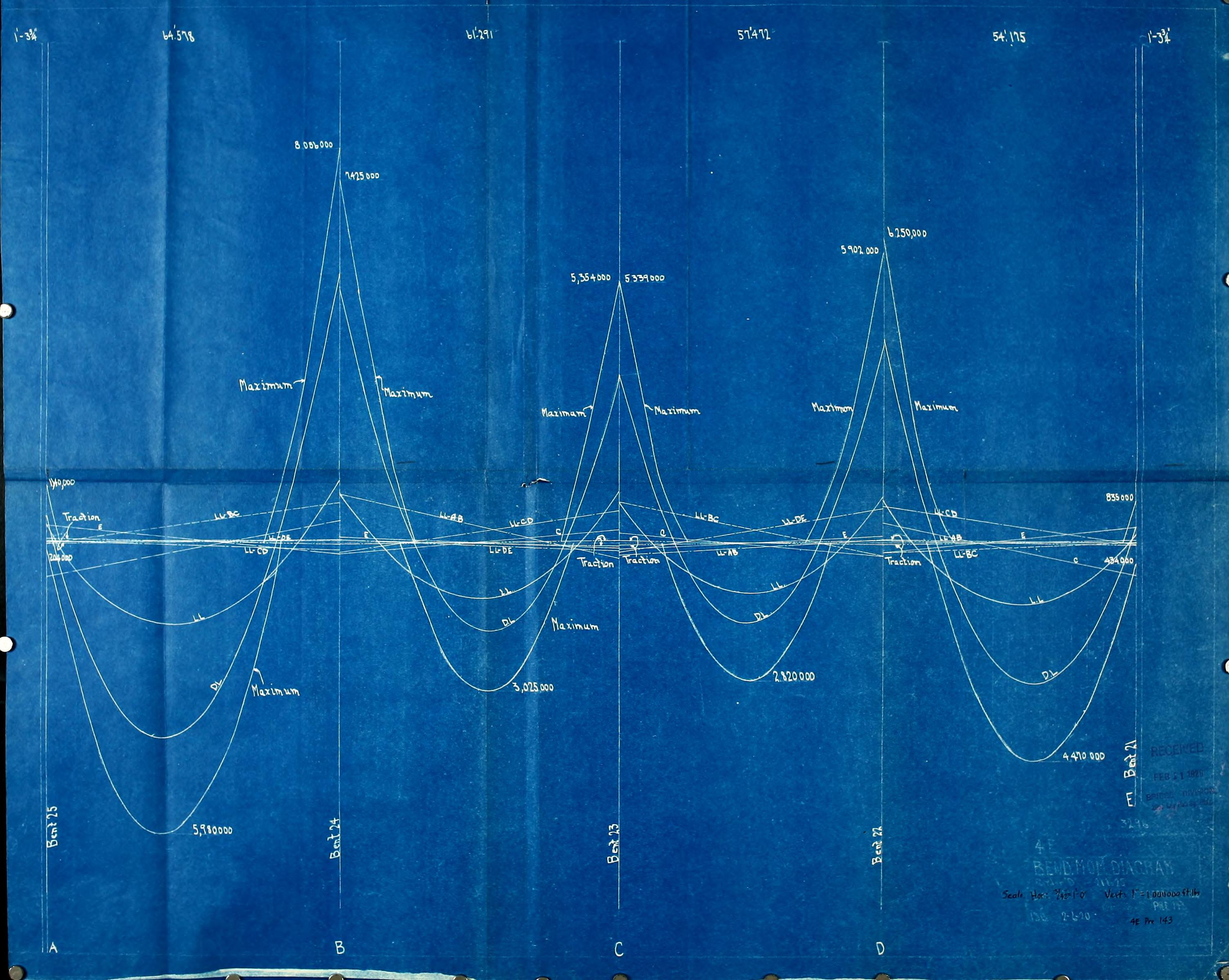
The practical aspect of the slope deflection method and its application to the design of the Roosevelt Road Viaduct (1920)

처짐각법(-角法, Slope deflection method) 또는 요각법(撓角法)은 1915년에 미네소타 대학교의 조지 A. 매니 교수가 발표한 연속보와 뼈대 구조에 적용할 수 있는 구조해석법의 하나이다. 모멘트 분배법이 발표되기 전까지 정확한 구조해석 방법의 한 가지로 널리 사용되었다. 기본적으로 절점과 부재의 회전각을 미지수로 하기 때문에, 변위법 또는 강성도법에 속한다.
처짐각법에서는 모멘트로 인해 발생하는 부재의 휨과 처짐각을 고려하지만, 그 영향이 상대적으로 적은 전단 변형과 축방향 변형은 무시한다.
처짐각법은 소규모의 특정 구조물에 대한 효율적인 구조해석 방법이며, 모멘트 분배법을 이해하기 위한 기본이 되는 구조해석 방법이다. 또한 매트릭스 구조 해석과도 관련이 깊다.

## 개요
절점의 회전각(처짐각)과 부재의 현회전각을 미지수로 하여 변위의 적합조건에 맞도록 하중을 나타낸 뒤, 힘의 평형조건을 만족시키는 해를 구한다. 해석 결과 직접적으로 얻는 해는 변위이다.

## 처짐각 방정식
처짐각 방정식은 자유도에 해당하는 변위의 발생으로 부재단에 생기는 모멘트를 부재의 강성도와 부재 양단의 변위 즉 처침과 처짐각의 항으로 나타낸 식을 말한다. 부재ab의 a단과 b단에에 발생하는 모멘트는 각각 다음과 같이 표현된다.
{\displaystyle M_{ab}={\frac {EI_{ab}}{L_{ab}}}\left(4\theta _{a}+2\theta _{b}-6{\frac {\Delta }{L_{ab}}}\right)}
{\displaystyle M_{ba}={\frac {EI_{ab}}{L_{ab}}}\left(2\theta _{a}+4\theta _{b}-6{\frac {\Delta }{L_{ab}}}\right)}
여기서 {\displaystyle \theta _{a}}, {\displaystyle \theta _{b}}는 각각 a단과 b단의 처짐각이며 {\displaystyle \Delta }는 a와 b 지점의 상대변위이다.
처짐각 방정식은 종종 강도계수(stiffness factor) {\displaystyle K={\frac {I_{ab}}{L_{ab}}}}와 현회전각 {\displaystyle \psi ={\frac {\Delta }{L_{ab}}}}을 도입하여 다음과 같이 나타내어지기도 한다.
{\displaystyle M_{ab}=2EK\left(2\theta _{a}+\theta _{b}-3\psi \right)}
{\displaystyle M_{ba}=2EK\left(\theta _{a}+2\theta _{b}-3\psi \right)}

### 처짐각 방정식의 유도
경간 길이 {\displaystyle L_{ab}}, 휨강성 {\displaystyle EI_{ab}}인 단순보 AB의 양단에 각각 시계방향의 모멘트 하중 {\displaystyle M_{ab}}, {\displaystyle M_{ba}}가 작용하여, 하중의 작용 방향과 같은 방향으로 {\displaystyle \theta _{a}}, {\displaystyle \theta _{b}}의 처짐각이 발생하였고, 지점 AB의 상대 변위로 인한 시계방향의 현회전각이 {\displaystyle \Delta /L}라면, 단위하중법이나 모멘트면적법 등을 이용하여 다음과 같은 관계식을 유도할 수 있다.
{\displaystyle \theta _{a}-{\frac {\Delta }{L_{ab}}}={\frac {L_{ab}}{3EI_{ab}}}M_{ab}-{\frac {L_{ab}}{6EI_{ab}}}M_{ba}}
{\displaystyle \theta _{b}-{\frac {\Delta }{L_{ab}}}=-{\frac {L_{ab}}{6EI_{ab}}}M_{ab}+{\frac {L_{ab}}{3EI_{ab}}}M_{ba}}
위의 두 식을 연립하면 양단의 모멘트 {\displaystyle M_{ab}}, {\displaystyle M_{ba}}를 처짐각{\displaystyle \theta _{a}}, {\displaystyle \theta _{b}}와 현회전각 {\displaystyle \Delta /L_{ab}}로 표현한 처짐각 방정식을 얻는다.

## 평형 조건

### 절점 평형
절점 평형 방정식은 각 부재의 재단 모멘트(member end moment)로 인한 각 절점에서의 모멘트의 평형을 나타내는 식이다. 즉, 절점의 고정단 모멘트와 그 절점에 연결된 각 부재의 재단 모멘트의 총 합에 대한 평형 조건식이다. 자유도를 갖는 각 절점에 대해 다음의 평형 조건을 만족해야 한다.
{\displaystyle \Sigma \left(M^{f}+M_{member}\right)=\Sigma M_{joint}}
여기서 {\displaystyle M_{member}}는 부재의 재단 모멘트, {\displaystyle M^{f}}는 고정단 모멘트, {\displaystyle M_{joint}}는 절점에 재하된 모멘트이며, 동일한 부호체계로 나타내어진다.

### 전단 평형
횡방향 변위나 지점의 침하 등으로 인한 현회전각이 발생하는 구조물을 처짐각법으로 해석하는 경우 절점 평형 방정식에 더하여 전단력의 평형 조건이 필요하다.

## 예제

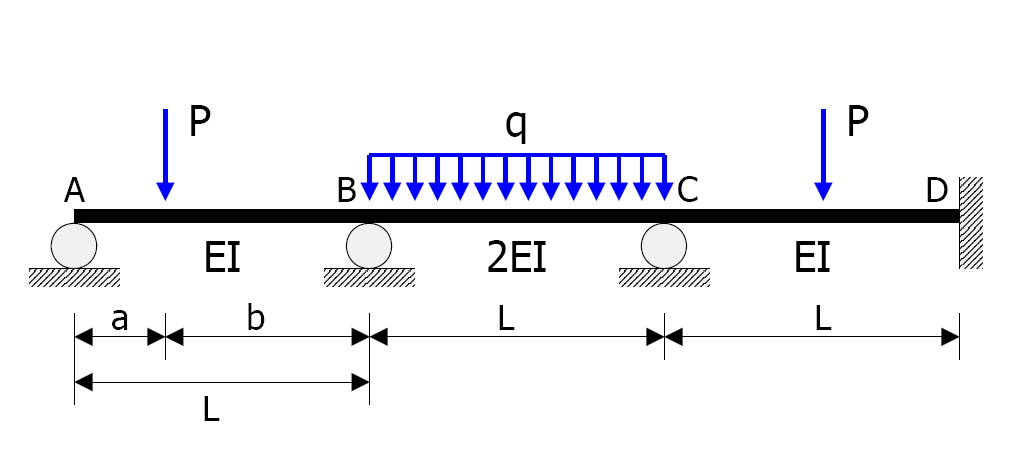
예제 연속보

오른쪽 그림과 같은 연속보 구조물을 해석해 보자.
- 부재 AB, BC, CD의 길이는 모두 {\displaystyle L=10\ m}로 같고,
- 휨 강성은 각각 EI, 2EI, EI이다.
- 부재 AB는 지점 A로부터 {\displaystyle a=3\ m}의 위치에 크기 {\displaystyle P=10\ kN}인 집중 하중이,
- 부재 BC는 부재 전체에 걸쳐 {\displaystyle q=1\ kN/m}의 등분포 하중이,
- 부재 CD는 중앙에 크기 {\displaystyle P=10\ kN}인 집중 하중이 재하되어 있다.

계산 과정에서, 시계 방향의 회전각과 모멘트를 양(+)으로 한다.

### 자유도
절점 A, B, C의 회전각 {\displaystyle \theta _{A}}, {\displaystyle \theta _{B}}, {\displaystyle \theta _{C}}을 미지수로 한다. 지점 침하등으로 인한 현회전각은 없다.

### 고정단 모멘트
고정단 모멘트는 다음과 같다.
{\displaystyle M_{AB}^{f}=-{\frac {Pab^{2}}{L^{2}}}=-{\frac {10\times 3\times 7^{2}}{10^{2}}}=-14.7\ kN\cdot m}
{\displaystyle M_{BA}^{f}={\frac {Pa^{2}b}{L^{2}}}={\frac {10\times 3^{2}\times 7}{10^{2}}}=6.3\ kN\cdot m}
{\displaystyle M_{BC}^{f}=-{\frac {qL^{2}}{12}}=-{\frac {1\times 10^{2}}{12}}=-8.333\ kN\cdot m}
{\displaystyle M_{CB}^{f}={\frac {qL^{2}}{12}}={\frac {1\times 10^{2}}{12}}=8.333\ kN\cdot m}
{\displaystyle M_{CD}^{f}=-{\frac {PL}{8}}=-{\frac {10\times 10}{8}}=-12.5\ kN\cdot m}
{\displaystyle M_{DC}^{f}={\frac {PL}{8}}={\frac {10\times 10}{8}}=12.5\ kN\cdot m}

### 처짐각 방정식
{\displaystyle M_{AB}={\frac {EI}{L}}\left(4\theta _{A}+2\theta _{B}\right)=0.4EI\theta _{A}+0.2EI\theta _{B}}
{\displaystyle M_{BA}={\frac {EI}{L}}\left(2\theta _{A}+4\theta _{B}\right)=0.2EI\theta _{A}+0.4EI\theta _{B}}
{\displaystyle M_{BC}={\frac {2EI}{L}}\left(4\theta _{B}+2\theta _{C}\right)=0.8EI\theta _{B}+0.4EI\theta _{C}}
{\displaystyle M_{CB}={\frac {2EI}{L}}\left(2\theta _{B}+4\theta _{C}\right)=0.4EI\theta _{B}+0.8EI\theta _{C}}
{\displaystyle M_{CD}={\frac {EI}{L}}\left(4\theta _{C}\right)=0.4EI\theta _{C}}
{\displaystyle M_{DC}={\frac {EI}{L}}\left(2\theta _{C}\right)=0.2EI\theta _{C}}

### 절점 평형 방정식
절점 A, B, C에서 각각 모멘트 평형을 만족해야 하므로,
{\displaystyle \Sigma M_{A}=M_{AB}+M_{AB}^{f}=0.4EI\theta _{A}+0.2EI\theta _{B}-14.7=0}
{\displaystyle \Sigma M_{B}=M_{BA}+M_{BA}^{f}+M_{BC}+M_{BC}^{f}=0.2EI\theta _{A}+1.2EI\theta _{B}+0.4EI\theta _{C}-2.033=0}
{\displaystyle \Sigma M_{C}=M_{CB}+M_{CB}^{f}+M_{CD}+M_{CD}^{f}=0.4EI\theta _{B}+1.2EI\theta _{C}-4.167=0}

### 절점 변위
위의 평형 방정식을 연립하면, 다음과 같은 절점 변위를 얻는다.
{\displaystyle \theta _{A}={\frac {40.219}{EI}}}
{\displaystyle \theta _{B}={\frac {-6.937}{EI}}}
{\displaystyle \theta _{C}={\frac {5.785}{EI}}}

### 재단 모멘트의 계산
절점 변위를 이용해 재단 모멘트를 구한다.
{\displaystyle M_{AB}=0.4\times 40.219+0.2\times \left(-6.937\right)-14.7=0}
{\displaystyle M_{BA}=0.2\times 40.219+0.4\times \left(-6.937\right)+6.3=11.57}
{\displaystyle M_{BC}=0.8\times \left(-6.937\right)+0.4\times 5.785-8.333=-11.57}
{\displaystyle M_{CB}=0.4\times \left(-6.937\right)+0.8\times 5.785+8.333=10.19}
{\displaystyle M_{CD}=0.4\times 5.785-12.5=-10.19}
{\displaystyle M_{DC}=0.2\times 5.785+12.5=13.66}

## 참고 문헌
- McCormac, Jack C.; James K. Nelson, Jr. (1997). Structural Analysis: A Classical and Matrix Approach, 2nd, Addison-Wesley, 430-451.  ISBN 0-673-99753-7.
- 양창현 (2001-01-10). 《구조역학》, 4판, 청문각, 357-389. ISBN 89-7088-709-1.

## 같이 보기
- 모멘트 분배법
- 고정단 모멘트